# Typhlocyba medlerianum
Typhlocyba medlerianum är en insektsart som beskrevs av Irena Dworakowska 1979. Typhlocyba medlerianum ingår i släktet Typhlocyba och familjen dvärgstritar. Inga underarter finns listade i Catalogue of Life.